# Antoine du Pinet
Antoine du Pinet (1510?-1584?) est un écrivain protestant de la Renaissance.

## Histoire

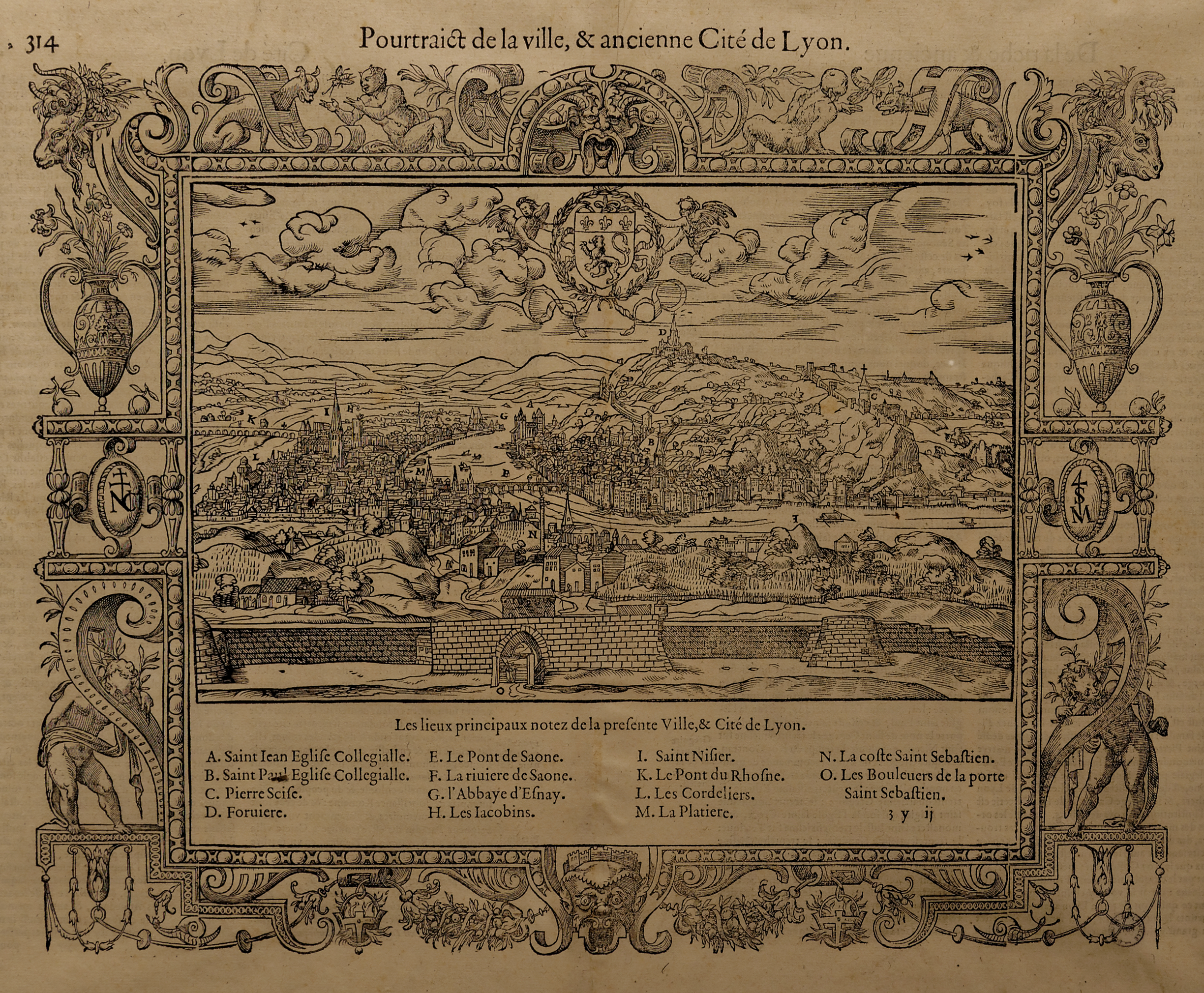
Estampe d'Antoine du Pinet.

Écrivain issu de Franche-Comté, il traduit de nombreux textes du latin au français, notamment à Lyon.

## Écrits
- Historia plantarum ; [quibus accessere] Simplicium medicamentorum facultates, secundum locos & genera, ex Dioscoride
- Plant et pourtrait de la ville, cité et Université de Paris
- Plantz, pourtraitz et descriptions de plusieurs villes et forteresses, tant de l'Europe, Asie et Afrique, que des Indes, et terres neuves, Lyon, Jan d'Ogerolles, 1564
- La Conformité des églises réformées de France et de l'Église primitive, en police et cérémonies, prouvée par l'Escriture, conciles et canons anciens, 1564
- Exposition sur l'Apocalypse de Sainct Jehan l'apostre
- Plant, pourtraict et description de la ville de Lyon au XVIe Siècle, Lyon, 1564, Jean d'Ogerolles